# Gymnopternus metatarsalis
Gymnopternus metatarsalis är en tvåvingeart som först beskrevs av Thomson 1869.  Gymnopternus metatarsalis ingår i släktet Gymnopternus och familjen styltflugor.
Artens utbredningsområde är British Columbia. Inga underarter finns listade i Catalogue of Life.